# Koszmar (film 2009)
Koszmar  (ang. Suck) −  kanadyjski horror  z 2009 roku w reżyserii Roba Stefaniuka z Iggy Popem w jednej z głównych ról.

## Obsada
- Iggy Pop jako Victor
- Paul Anthony jako Tyler
- Danny Smith jako Jerry
- Mike Lobel jako Sam
- Dave Foley jako Jeff
- Henry Rollins jako Rockin' Roger
- Jessica Paré jako Jennifer
- Moby jako Beef